# León Hebreo
León Hebreo, también conocido por su nombre originario de Judá León Abravanel o Abrabanel (en hebreo: יְהוּדָה בֶּן יִצְחָק אַבְּרַבַנְאֵל‎, romanizado: Yehuda ben Yitzhak Abravanel) (Lisboa, 14 de diciembre de 1464-Nápoles, 1530), fue un filósofo, médico y poeta judío-portugués.Su obra Diálogos de amor fue una de las obras filosóficas más importantes de su tiempo.

## Biografía
Pertenecía a una familia de la nobleza hebrea, los Abravanel, y estudió teología y medicina. Al advenir Juan II al trono portugués, el padre de León Hebreo, Isaac Abravanel, que era tesorero y ministro del fallecido monarca Alfonso V de Portugal, cayó en desgracia y en 1483 tuvo que huir y refugiarse en España bajo la protección de Abraham Senior, que lo asoció a sus negocios financieros y sus cargos en la Hacienda real. Al año siguiente, León y el resto de la familia se reunieron con él en España y se establecieron en Sevilla, donde cambió su nombre de pila a "León" y pudo ejercer la medicina.

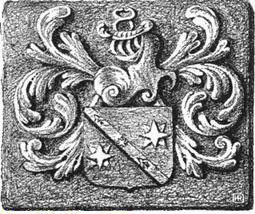
Blasón de la familia Abravanel

En 1492, habiéndose negado a convertirse al catolicismo, y afectado por el Edicto de Granada que decretaba la expulsión de los judíos de España, marchó a Italia. Allí vivió en Génova y, más tarde, en Nápoles. En 1502 ya tenía acabados sus tres famosos Diálogos de amor en italiano (Dialoghi d'amore), aunque no se imprimieron sino póstumos en 1535 en Roma. En ellos es notorio el influjo de Platón a través de Maimónides, Juhanam Alemanno, Giovanni Pontano, Mario Equícola y fray Gil de Viterbo. El modelo inmediato fue, sin embargo, la obra de Marsilio Ficino Dialogo sopra l'amore, si bien León Hebreo supo exponer de un modo más completo, original y profundo la estética platónica y logró anular a su modelo.

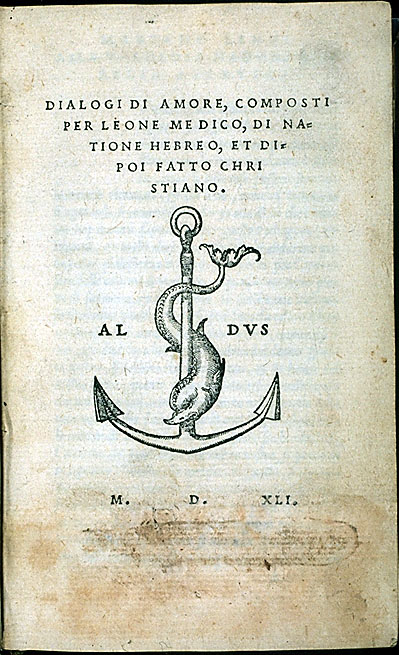
Portada de la ed. veneciana (1541) de los Dialoghi d'amore, con la falsa noticia de su conversión al cristianismo

En efecto, todos los platónicos españoles del siglo XVI sufrieron la influencia de los Diálogos de Judá Abravanel y se multiplicaron las traducciones (Guedella Yahía, Los dialogos de amor de Mestre Leon Albarbanel medico. De nuevo traduzidos en lengua castellana, Venecia, 1568; el doctor Carlos Montesa, jurisconsulto y matemático natural de Zaragoza, Philographia vniversal de todo el mundo, de los Dialogos de Leon Hebreo traduzida de italiano en español, corregida, y añadida, por Micer Carlos Montesa... Zaragoza: Angelo Tavanno, 1582; y la de Garcilaso de la Vega el Inca (Madrid: Pedro Madrigal, 1590).
Hay huellas clarísimas de los Diálogos en las obras de Baltasar de Castiglione, Pietro Bembo, Juan Boscán, Garcilaso de la Vega, Francisco de Aldana, Maximiliano Calvi, Fernando de Herrera, Luis de Camoens, Pedro Malón de Chaide, Montaigne, Pedro Simon Abril, Miguel de Cervantes etc. Este último escribió en su Don Quijote: "Si tratáredes de amores, con dos onzas que sepáis de lengua toscana toparéis con León Hebreo, que os hincha las medidas". Pero su influjo desbordó el ámbito hispánico y se extendió a escala europea: reminiscencias de los Diálogos se advierten en la poesía de Miguel Ángel Buonarroti, en el pensamiento de Giordano Bruno y en el de Spinoza. Sin embargo fue puesta en el Index librorum prohibitorum de la Santa Sede a causa de sus rasgos heréticos de cabalismo y teosofía.
Como poeta en lengua hebrea es también importante, pese a su escasa producción: una Queja contra el Destino (Nápoles, 1503) está en forma de epístola o carta; se trata de 132 versos dirigidos a su hijo, secuestrado y bautizado a la fuerza por el rey de Portugal Juan II y refleja una verdadera amargura por la pérdida de su hijo, al que seguramente ya no volvió a ver. También escribió en hebreo una solemne elegía, la Endecha a la muerte de su padre.

## Dialoghi d'amore

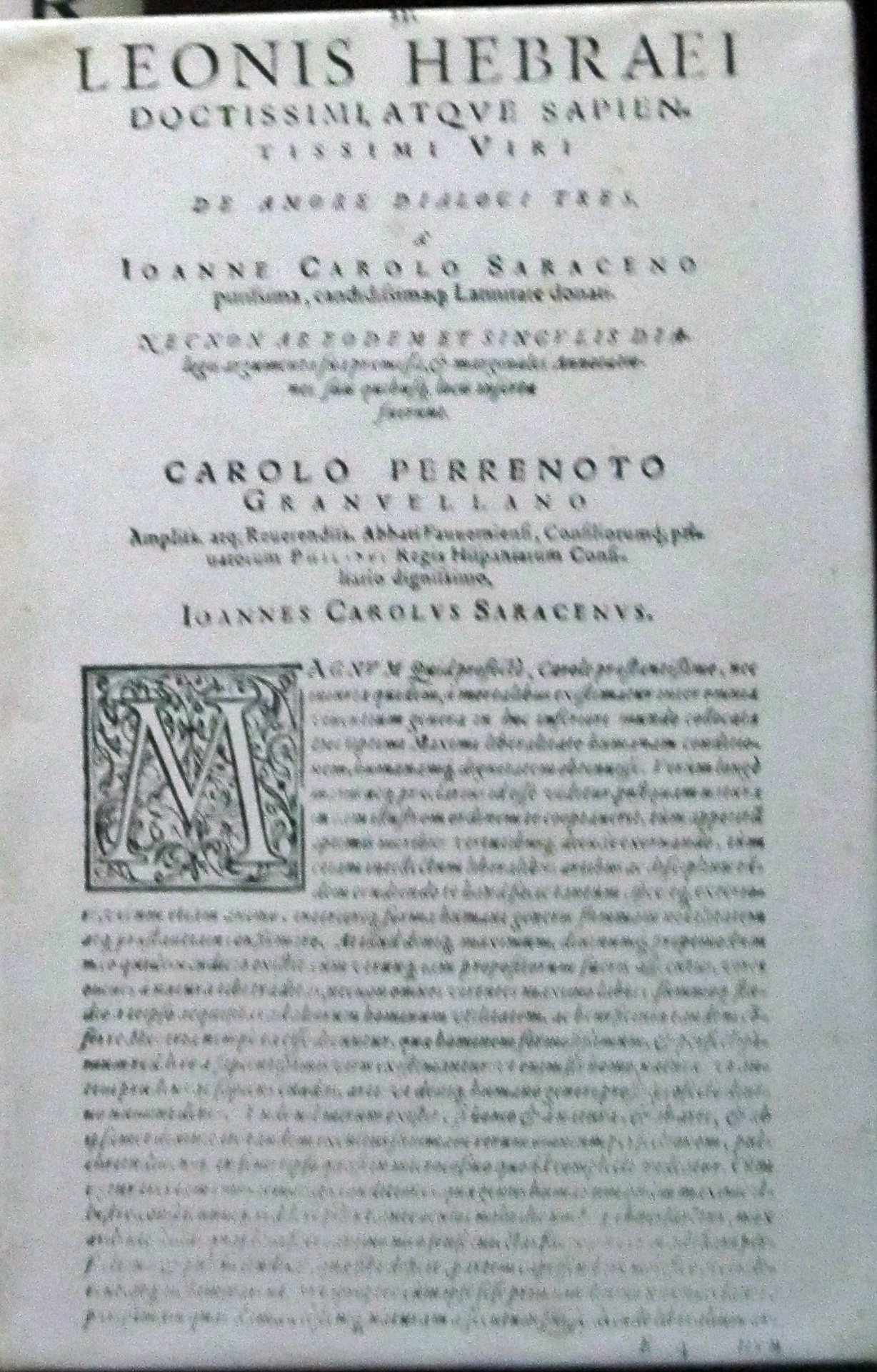
Dialoghi d'Amore

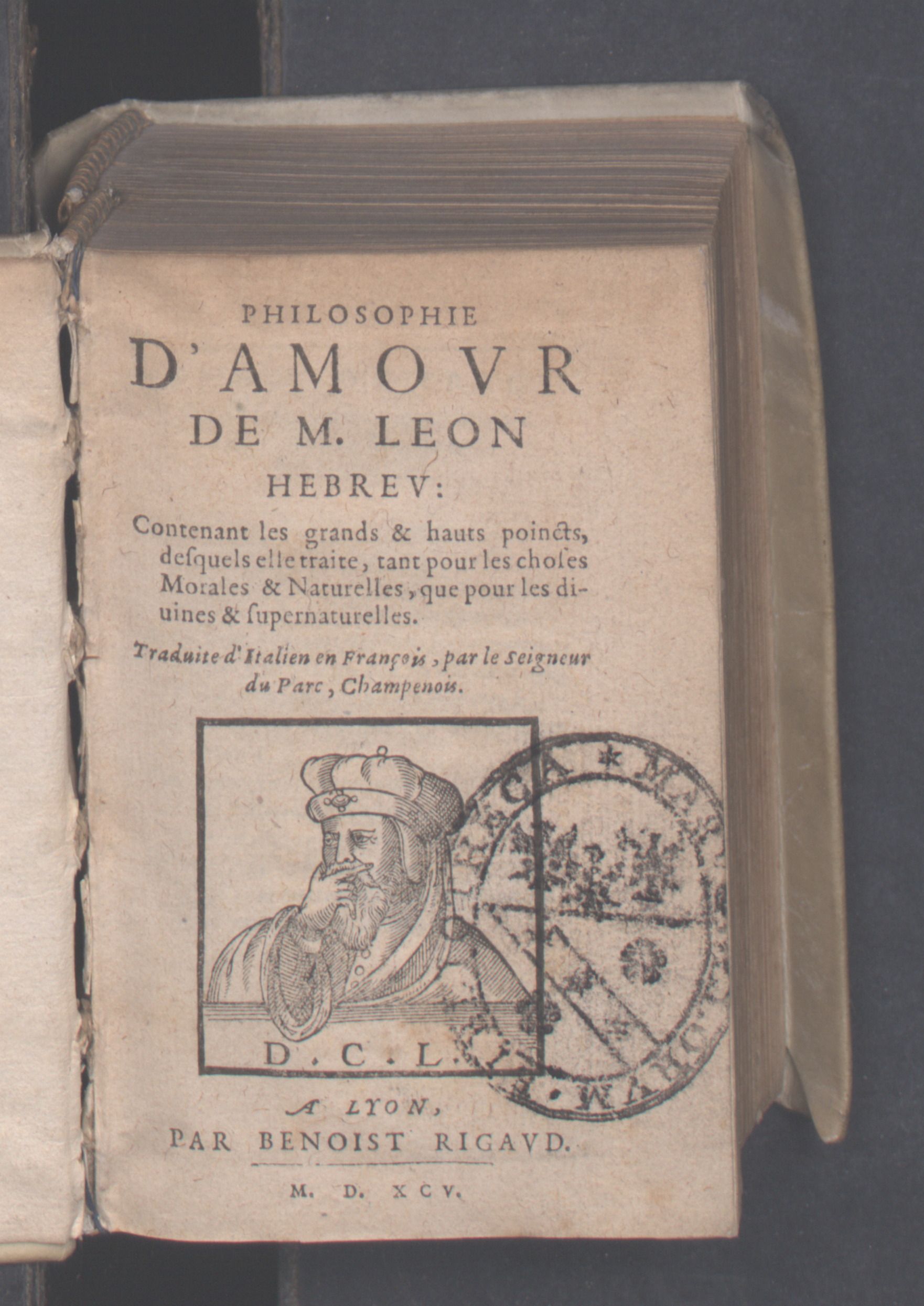
Dialoghi d'amore (1595)

Los Dialoghi fueron un libro muy popular que gozó de al menos cinco ediciones en veinte años. Publicado por primera vez en italiano, fue traducido al francés por Pontus de Tyard, así como al hebreo y al latín. Inca Garcilaso de la Vega hizo una de sus tres traducciones al español. Los Dialoghi de Abravanel son, de manera notable, una de las primeras composiciones filosóficas originales publicadas en lengua vernácula (y no en latín). Con todo, hay cierta controversia sobre la lengua en la que se escribió originalmente. Según Roth, si bien Abravenel tuvo tiempo de sobra para adoptar y emplear el italiano, «los Diálogos se leen un poco almidonados, [por lo que] hay buenas razones para dudar de que represente el texto original» (xii). Asimismo, el texto hebreo que se conserva es probablemente una traducción, y aunque académicos españoles también quieren afirmar que lo escribió en la lengua del país del que estaba exiliado, es posible que lo escribiera en judeoespañol, la lengua de muchos judíos españoles y una mezcla de hebreo y castellano. En la Biblioteca Británica existe un manuscrito (Or. Gaster 10688) de una traducción al español escrita con caracteres hebreos. En su día se creía que era el original del autor, o una copia del mismo, aunque esto ya no se acepta, puesto que el texto se corresponde muy estrechamente con la traducción española de 1568. Es probable que esta traducción se realizó probablemente para reivindicar la identidad judía de Abravanel y animar a las comunidades hispanohablantes de la diáspora y como un llamado al rey español para que recordara y reconsiderara la situación de los exiliados sefardíes.
En sus Dialoghi d'amore, Judá (Leon) Abravanel intenta definir el amor en términos filosóficos. Estructura sus tres diálogos como una conversación entre dos «personajes» abstractos y en su mayoría sin desarrollar: Filón, que representa el amor o el apetito, y Sofía, que representa la ciencia o la sabiduría, es decir, Filón+Sofía (filosofía).
El primer diálogo, titulado «Filón y Sofía sobre el amor y el deseo», es una contemplación sobre las distinciones entre amor y deseo, o los tipos de amor y la verdadera naturaleza del amor. En opinión de Sofía, el amor y el deseo son excluyentes; Filón, en cambio, sostiene que el amor y el deseo se mezclan en las cosas que nos resultan placenteras, y que el deseo supone el conocimiento de su objeto y, por tanto, de su existencia. Filón define el deseo como aquello que busca unirse a su objeto y el amor como aquello que, en unión con su objeto, se goza. Cuando el amor y el deseo se cruzan, hay tres cualidades diferentes de los objetos: útil, placentero y bueno. Los objetos útiles no se aman y se desean a la vez. Los objetos útiles son los que se poseen. Mientras tanto, el amor y el deseo de los objetos placenteros o agradables crecen y perecen al mismo tiempo; los objetos placenteros o agradables existen gracias a la privación. Los objetos buenos, por su parte, existen cuando el amor y el deseo no tienen límite.
Sofía le pide entonces a Filón que distinga el amor a Dios del amor a los amigos. Filón postula que Dios es la fuente, la razón y el fin del bien en el mundo, pero, como humanos, carecemos del conocimiento necesario para amar a Dios por completo.
La felicidad es el siguiente tema de discusión, y ambos determinan que existe no por ganar o disfrutar de una posesión, sino en la sabiduría, cuando se asume la virtud. Sin embargo, la sabiduría no es omnisciencia, que es casi inalcanzable y sólo puede encontrarse conociendo a Dios o en comunión con el Intelecto Activo.
A partir de ahí, Sofía pide a Filón que aclare el conocimiento y el amor a Dios. La sabiduría nace del amor a Dios, explica aquel, y es la fuente de la felicidad humana. Sofía pide entonces a Filón que defina el amor que él siente por ella, según su discusión. Filón intenta ganarse su afecto afirmando que la unión aumenta el amor debido al aspecto físico del amor humano, mientras que la herida no lo hace. Añade que el amor nace de la Razón (aunque no está sujeto a ella directamente, o al menos no a su forma «ordinaria»; en cambio, la «Razón heroica» le motiva a buscar a la persona amada como objeto). En este punto, Filón le dice que se está haciendo tarde y que ella debe descansar mientras «mi mente mantiene su atormentada vigilancia habitual». Sin embargo, Sofía no desea poner fin a la discusión todavía.
El segundo diálogo, titulado «Filón y Sofía sobre la universalidad del amor», postula que el amor es el principio dominante de toda vida y describe cómo actúa el amor en la vida de los seres humanos.

Sofía pide a Filón que exponga sus ideas sobre el origen y la universalidad del amor. Como lo reza la traducción al inglés de F. Friedeberg-Seeley y Jean H. Barnes en The Philosophy of Love,
Dios decide exponer primero su universalidad. El amor es común a todos los seres vivos: en los hombres y en los animales el sexo, la paternidad, los beneficios, la afinidad y la asociación; en [los seres humanos] puede surgir también de la congruencia de la naturaleza y de las virtudes morales e intelectuales. Más aún, el amor se extiende a cosas inanimadas, pues resulta que el amor (con el conocimiento, que presupone) es de tres clases: natural (en las cosas inanimadas), sensible (en los animales) y racional-voluntario (en los seres humanos). Filón explica cómo los elementos son afectados por el amor por su propio lugar y por el amor basado en los cinco motivos comunes a hombres y animales; cómo primero, la materia, que subyace a los elementos está determinada por el amor a la forma, y cómo la naturaleza de los compuestos está está determinada por el grado de amor entre sus elementos constitutivos, un grado bajo basta para constituir cosas inanimadas y el grado más alto permite la unión del cuerpo con el alma. Pero el amor no está limitado al mundo sublunar. El Cielo ama a la Tierra como a un esposo, y a sus criaturas como a hijos. La analogía se completa con la identificación de las funciones de los planetas con las de los siete órganos.
El tercer diálogo (y el más extenso), «Filón y Sofía sobre el origen del amor», es una discusión sobre el amor de Dios y cómo abarca toda la existencia, desde las criaturas más bajas hasta los cielos, y es la «cohesión del universo». Sigue una discusión sobre la belleza y el alma, con un análisis de las ideas de Platón. El tercer diálogo se considera el más importante a nivel estético.

En este diálogo, Filón y Sofía se encuentran inesperadamente. Una vez que Filón se disculpa por no haber reconocido a Sofía por estar conmocionado por su bella estampa, empieza a discutir una comparación entre el alma y el intelecto. Según la traducción al inglés de F. Friedeberg-Seeley y Jean H. Barnes en The Philosophy of Love: «El intelecto es puramente espiritual, mientras que el alma es en parte espiritual y en parte corpórea, y se mueve siempre de un lado a otro entre el cuerpo y la mente». Filón [más tarde] define la esencia del amor en estos términos:
el amor es el deseo de algo y su objeto es el placer en un bien presente o adquirido. Amor y deseo, además, son sinónimos y van acompañados de privación, porque su objeto falta en el presente o en el futuro. Esto vale también para el amor divino, puesto que Dios, no estando sujeto Él mismo a ninguna privación, desea no su propia perfección, sino la que falta a sus criaturas. El deseo de lo bello no es suficiente como definición del amor universal, porque la bondad y la belleza no son lo mismo, y mientras que cada cosa bella es buena en esencia o en apariencia, no todo lo bueno es bello. El amor universal depende de la bondad universal, el amor humano de lo bello, que es un bien con el complemento de la belleza. La belleza en sí misma es gracia, que produce placer a la mente que la percibe y la mueve al amor.
Filón vuelve entonces a la primera pregunta de Sofía, y le muestra que el amor debe haber sido creado y está sujeto al nacimiento, porque presupone tanto al amante como al amado, de quien toma su origen.

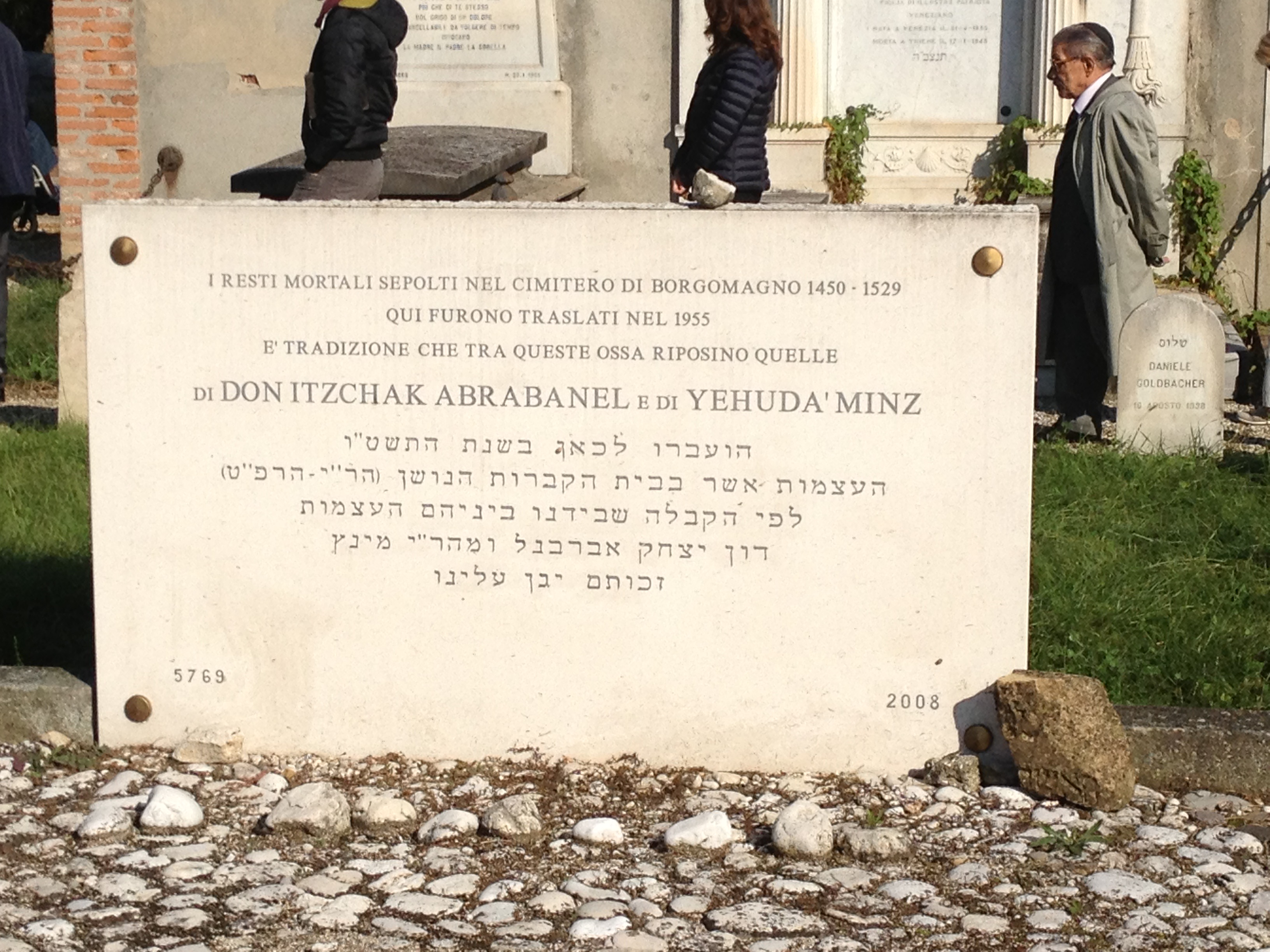
Foto de la tumba de Isaac Abravanel (padre de León el Hebreo) y Judá Minz, en Padua, Italia

La respuesta a la segunda pregunta—¿cuándo nació el amor por primera vez?—debe depender de otra más—¿cuándo fue creado el mundo por primera vez? El primer amor y causa procreadora del universo es el de Dios por Sí mismo como amante y amado eterno, y cuando quiera que el universo fue creado por primera vez, entonces el amor nació por primera vez.
En cuanto al lugar de nacimiento del amor, éste debió ser el mundo angélico, que es el más perfecto de todos los seres creados y tiene, por tanto, el conocimiento más perfecto de la belleza divina de que carece.
En respuesta a la cuarta pregunta—¿quiénes fueron los padres del amor?—Filón le cuenta a Sofía el significado alegórico del nacimiento de Cupido, y el de la figura antigua y mitológica de Andrógino, y de la creación de Adán y Eva y la caída del hombre. El padre universal de todo amor es lo bello, y la madre universal un conocimiento de lo bello junto con la privación. La belleza es la necesidad, una condición previa de todo amor, porque está sobre el mundo. Lo supremamente bello es Dios, la más alta belleza es su intelecto o sabiduría, a cuya imagen el todo deriva de la forma que actúa su materia, y por ello todas las formas o ideas preexisten en el esplendor eterno. El fin de todo amor es el placer, y esto es lo mismo que el deseo del amante de unión con el amado, pues el placer consiste en la unión con lo placentero. El fin del amor del universo es la unión con la belleza divina, la beatitud final y la más alta perfección de toda la creación.
Filón, sin embargo, tiene cuidado de señalar que su amor no tiene otro fin que el tormento y el dolor, porque Sofía no está dispuesta a concederle su deseo y no corresponde a su amor. Sofía persiste en su negativa a reconocer nada que no sea el amor del intelecto, y viendo que la argumentación no puede servirle contra las sutilezas del razonamiento de Filón, le recuerda a éste de su promesa de hablarle de los efectos del amor, pues ella sabría más de los peligros a los que él la llevaría. Así pues, los amantes se separan, y la historia de su prometido encuentro queda sin contar.
Los Dialoghi d'amore fueron una obra importante en la cultura española, ya que trajo a España los ideales del Renacimiento. Otis Green sostiene en su España y la tradición occidental que en la obra de Abravanel el amor humano se espiritualiza, poniéndolo en conexión con el amor divino, al plantear la necesidad de ir más allá de la unión física para fundir mentes y almas.